# Live Dates 3
Live Dates 3 je koncertní album rockové skupiny Wishbone Ash.
Záznam byl pořízen na koncertu skupiny v Paříži 22. října 1999. Představuje 4 stopy (6,7,8 a 10) původně nahrané sestavou označovanou jako Mark I., Turner/Upton/Turner/Powell (1969-74) a 5 stop (1-4 a 9) nahraných sestavou Mark II., kde Laurie Wisefield v letech (1974-1980) nahradil Teda Turnera. Skladba "Wings Of Desire" byla původně uvedena na albu z roku 1991 Strange Affair.

## Seznam stop
1. "Come In From The Rain" - 4:58
2. "Living Proof" - 7:04
3. "Persephone" - 7:47
4. "Lifeline" - 6:33
5. "Wings Of Desire" - 3:34
6. "Errors Of My Way" - 5:59
7. "Leaf And Stream" - 4:18
8. "Throw Down The Sword" - 6:20
9. "F.U.B.B." - 9:24
10. "Phoenix" - 14:16

## Obsazení
- Andy Powell - kytara, zpěv
- Mark Birch - kytara, zpěv
- Bob Skeat - baskytara
- Ray Weston - bicí